# Ed Gagnier
Pour les articles homonymes, voir Gagnier.
Ed Gagnier, né le 16 avril 1883 à Hamtramck (Michigan) et décédé le 13 septembre 1946 à Détroit, était un joueur américain de baseball ayant évolué en Ligue majeure de baseball du 14 avril 1914 au 10 juin 1915. Il y a joué 114 parties, surtout au poste d'arrêt-court.

## Equipes
- Brooklyn Tip-Tops 1914 - 1915 (début)
- Buffalo Blues 1915 (fin)